# حركة عدم التعاون

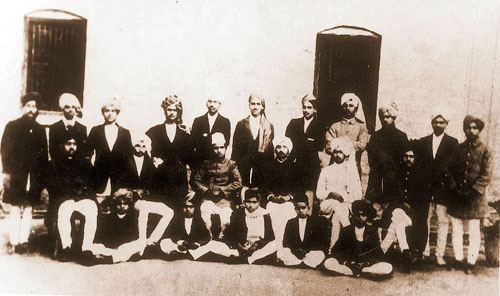

أُطلقت حركة عدم التعاون في 1 أغسطس عام 1920 من قبل الأخوين شوكت علي ومولانا محمد علي جوهر المُسّلمين وشاركهم الهندوس بقيادة المهاتما غاندي الذي وُلد في 2 أكتوبر في كجرات، وكانت الحركة تهدف إلى تحقيق الحكم الذاتي والحصول على الاستقلال الكامل، إذ سحب الكونغرس الهندي دعمه للإصلاحات البريطانية في أعقاب صدور قانون رولات في 17 مارس عام 1919، وحدوث مذبحة جاليانوالا باغ في 13 أبريل 1919.
أوقف قانون رولات في مارس 1919 حقوق المتهمين في محاكمات الفتنة والتحريض، وهو ما اعتبره الهنود «صحوة سياسية» و رآه البريطانيون «تهديدًا». ورغم أنه لم يُطبق أبدًا وأُعلن باطلًا بعد بضع سنوات، فقد حفز هذا القانون غاندي على تشكيل فكرة الساتياغراها (أي الحقيقة)، والتي رآها مرادفة للاستقلال. في الشهر التالي وافق «جواهر لال نهرو» أيضًا على هذه الفكرة، الذي جعلته المذبحة أيضًا يفكر كالتالي: «الاقتناع بأنه لا يجب القبول بأي شيء أقل من الاستقلال».
شمل تخطيط غاندي لحركة عدم التعاون إقناع جميع الهنود بسحب عملهم من أي نشاط «يدعم الحكومة البريطانية واقتصادها في الهند»، بما في ذلك الصناعات والمؤسسات التعليمية البريطانية. بالإضافة إلى تشجيع «الاعتماد على الذات» من خلال غزل أثواب الخادي الهندية التقليدية، وشراء السلع المصنوعة في الهند فقط والتخلص من الملابس الإنجليزية، ودعت حركة غاندي لعدم التعاون إلى حركة الخلافة لدى مسلمي الهند وإنهاء حظر المساس. أدت الاجتماعات العلنية والإضرابات الناتجة (الهارتالات) إلى الاعتقالات الأولى لكل من «جواهر لال نهرو» ووالده «موتي لال نهرو» في 6 ديسمبر 1921.
كانت هذه واحدة من الحركات الهادفة إلى استقلال الهند عن الحكم البريطاني وقد انتهت كما وصف «نهرو» في سيرته الذاتية «فجأة» في فبراير عام 1922 بعد حادثة تشوري تشاورا. كانت حركات الاستقلال اللاحقة لها هي حركة العصيان المدني وحركة اتركوا الهند.
من خلال وسائل غير عنيفة أو عبر تطبيق الأهيمزا (العقيدة الهندوسية التي تدعو إلى المسالمة)، كان المتظاهرون يرفضون شراء البضائع البريطانية ويستخدمون البضائع اليدوية المحلية وأضربوا عن الشراء من محلات بيع الخمور.
شوهدت أفكار الأهميزا واللاعنف  وقدرة غاندي على حشد مئات الآلاف من المواطنين العاديين للتضامن مع قضية استقلال الهند لأول مرة على نطاق واسع في هذه الحركة خلال صيف عام 1920. وقد خشي غاندي من أن تؤدي الحركة إلى عنف شعبي.

## العوامل المؤدية إلى الحركة
كانت حركة عدم التعاون بمثابة رد فعل تجاه السياسات القمعية للحكومة الهندية البريطانية مثل قانون رولات ومذبحة جاليانوالا باغ في أمريتسار. تجمّع حشد كبير في جاليانوالا باغ بالقرب من المعبد الذهبي في أمريتسار للاحتجاج على اعتقال «سيف الدين كتشلو» والطبيب «ساتيبال». أُطلقَت النار على المتظاهرين بأمر من لواء البريغارديي «داير»، ونتج عنها قتل وإصابة الآلاف منهم. أدت الاحتجاجات التي ولدها حدوث المذبحة إلى آلاف الاضطرابات ووقوع المزيد من القتلى على أيدي الشرطة. أصبحت المذبحة الحدث الأكثر شهرة خلال الحكم البريطاني في الهند.
شعر غاندي، الذي كان واعظًا لسياسة اللاعنف، بالذعر. ففقد كل إيمانه بوجود أي خير في الحكومة البريطانية وأعلن أنه سيكون من «الخطيئة» التعاون مع الحكومة «الشيطانية» تلك.
قدّم المسلمون الهنود الذين شاركوا في حركة الخلافة لاستعادة الخليفة؛ دعمهم لحركة عدم التعاون. وردًا على مذبحة جاليانوالا باغ وغيرها من أعمال العنف في بنجاب، سعت الحركة إلى تأمين الحكم الذاتي واستقلال الهند. وعد غاندي بتحقيق الحكم الذاتي خلال عام واحد إذا نُفّذ برنامج عدم التعاون بالكامل. وكان السبب الآخر لبدء حركة عدم التعاون هو أن غاندي قد فقد الثقة في الطرق الدستورية وتحول من متعاون مع الحكم البريطاني إلى غير متعاون.
وتشمل الأسباب الأخرى المصاعب الاقتصادية التي يواجهها الرجل العادي في الهند، والتي نسبها القوميون إلى تدفق الثروة الهندية إلى بريطانيا، وتدمير الحرف الهندية بسبب استبدال السلع المصنوعة يدويًا بالسلع المصنوعة في المعامل البريطانية، والسخط على الحكومة البريطانية بسبب الجنود الهنود الذين ذهبوا كجزء من الجيش البريطاني وماتوا أثناء القتال في الحرب العالمية الأولى.
كانت دعوات القادة السياسيين الأوائل مثل «بال جانجادار تيلاك» (متطرفو الكونغرس الهندي) تسمى اجتماعات عامة كبرى، وقد أدت إلى اضطراب أو عرقلة الخدمات الحكومية البريطانية، وأخذ البريطانيون هذه التهديدات على محمل الجد وسجنوا «تيلاك» في ماندالاي في بورما، وحُكِم على «ڤي.أو.شيدامبارام بيلاي» بأربعين عامًا من السجن. هدفت حركة عدم التعاون إلى تحدي هيكل القوة والاقتصاد الاستعماري، وإجبار السلطات البريطانية على أخذ مطالب حركة الاستقلال بعين الاعتبار.
كان غاندي يدعو لاحتجاجات على مستوى البلاد ضد قانون رولات، وكان يجب إغلاق جميع المكاتب والمصانع. شُجّع الهنود على الانسحاب من المدارس التابعة للحكم البريطاني، ومن أجهزة الشرطة، والجيش، والدوائر المدنية، وطُلب من المحامين مغادرة المحاكم التابعة للتاج البريطاني. قُوطعت وسائل النقل العام والسلع الإنجليزية، وخاصة الملابس. أعاد الهنود الأوسمة والألقاب التي منحتها لهم الحكومة واستقالوا من وظائف مختلفة مثل التعليم والمحاماة والخدمات المدنية والعسكرية.
عارض هذه الفكرة المحاربون القدامى أمثال «بال جانجادار تيلاك»، و«بيبين شاندرا بال»، و«محمد علي جناح»، و«آني بيسانت»، و«صمد أكيوات». وكذلك انتقدت رابطة مسلمي عموم الهند الفكرة. لكن الجيل الأصغر من القوميين الهنود كان يشعر بسعادة غامرة وقدموا الدعم لغاندي. تبنّى أيضًا حزب الكونغرس خططه، وحصل على دعم واسع من الزعماء المسلمين مثل «مولانا آزاد»، و«مختار أحمد أنصاري»، و«حكيم أجمل خان»، و«عباس طيابجي»، و« مولانا محمد علي جوهر»، و«مولانا شوكت علي».
كتب الكاتب والشاعر والكاتب المسرحي والصحفي والقومي الهندي البارز «رامبريش بينيبوري»، والذي قضى أكثر من ثماني سنوات في السجن مكافحًا من أجل استقلال الهند:
عندما أتذكر حقبة عدم التعاون عام 1921، أرى صورة عاصفة أمام عينيّ. منذ أن أصبحت واعيًا لما حولي، شهدتُ العديد من الحركات، ومع ذلك، يمكنني أن أؤكد أنه لم تتمكن أي حركة أخرى من قلب أسس المجتمع الهندي إلى الحد الذي وصلت إليه حركة عدم التعاون. من أكثر الأكواخ تواضعًا إلى الأماكن المرتفعة، من القرى إلى المدن، كان هناك هياج في كل مكان، وصوت صدى عالٍ.

## التأثير والإنهاء
كان تأثير الثورة بمثابة صدمة كاملة للسلطات البريطانية وتشجيع هائل لملايين القوميين الهنود. عُززت الوحدة في البلاد وأُنشئت العديد من المدارس والكليات الهندية، وشُجّعت البضائع الهندية.
في 5 فبراير 1922، وقع اشتباك في تشوري شورا، وهي بلدة صغيرة في مقاطعة جوراخبور في ولاية أوتار براديش. هاجم ضابط شرطة بعض المتطوعين الذين كانوا يعتصمون أمام متجر خمور. ثم توجه حشد كامل من الفلاحين الذين تجمعوا هناك إلى مركز شرطة تشوكي، وأشعلت الجماعات الغاضبة النار في مركز شرطة تشوكي مع وجود نحو 22 رجلًا من رجال الشرطة بداخلها.
شعر المهاتما غاندي أن التمرد كان ينحرف عن مساره، وخاب أمله لأنه فقد طبيعته اللاعنفية، ولم يكن يريد أن تتحول الحركة إلى مسابقة للعنف، تهاجم فيها قوات الشرطة والجماعات الغاضبة بعضها البعض، وينجم عن ذلك بينهما ضحايا من المدنيين. فناشد غاندي الشعب الهندي على وقف جميع أشكال المقاومة، وبدأ بصيام لمدة 3 أسابيع، معلنًا إلغاء حركة عدم التعاون.

## النهاية
استُردّ التزام غاندي باللاعنف عندما ثار عشرات الملايين مرة أخرى بين عامي 1930 و1934 في مسيرة الملح، ما جعل قضية الهند مشهورة في جميع أنحاء العالم بسبب تمسكها الكبير باللاعنف. وانتهت مسيرة الملح بالنجاح: لُبيت مطالب الهنود، واعتُرف بحزب الكونغرس ممثلًا للشعب الهندي. قدّم قانون حكومة الهند لعام 1935 إلى الهند تجربتها الأولى في الحكم الذاتي الديمقراطي.